# Royce Hall
Royce Hall je budova nacházející se v kampusu Kalifornské univerzity v Los Angeles. Jejím architektem byla společnost Allison & Allison, kterou tvořili bratři James Edward Allison a David Clark Allison. Její výstavba byla dokončena roku 1929. Svůj název dostala podle filozofa Josiaha Royce. Budova byla roku 1994 při zemětřesení vážně poškozena, její rekonstrukce stála 70,5 milionu dolarů. V budově, jejíž kapacita je 1800 míst, se konají například koncerty. V budově se nachází varhany s 6600 píšťalami, nástroj postavil Ernest M. Skinner.